# Bucheon
Bucheon ou Puchon est une ville de la Corée du Sud, à l'ouest de la province du Gyeonggi, entre Séoul et Incheon, depuis longtemps connue sous le nom de la « cité de la fleur de pêcher ». Elle a acquis le statut de ville en 1973. C'est une ville industrielle et culturelle de par son orchestre philharmonique (Bucheon Philharmony Orchestra), un des plus célèbres de Corée. De plus, un festival international de film fantastique s'y tient depuis 1997.

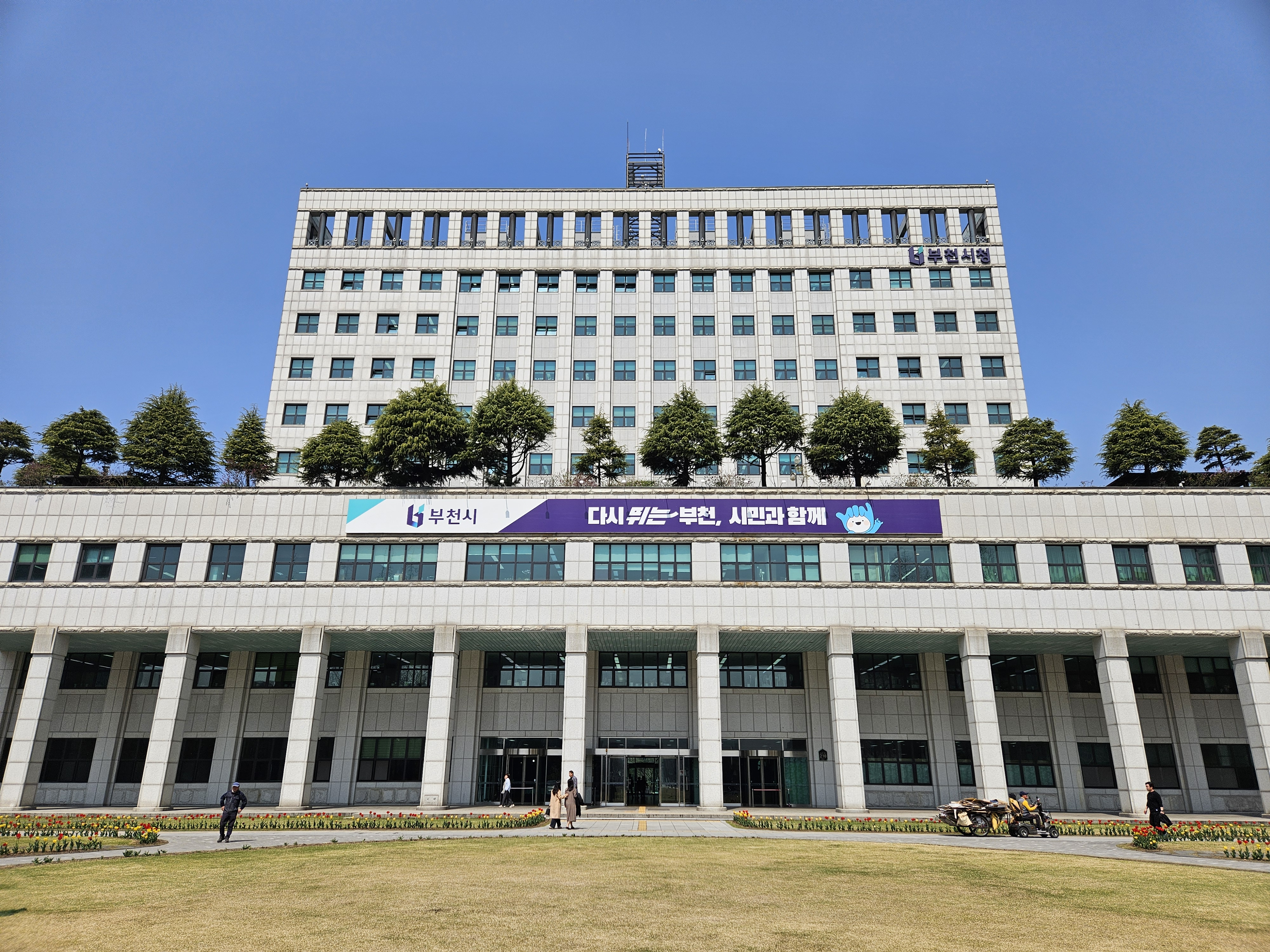
La mairie de Bucheon.

Au milieu des années 1990 commence la construction de la ville neuve de Chungdong et dès le début des années 2000, celle de la ville neuve de Sangdong. Cela permet de loger près de 850 000 habitants sur ses 53,44 km2. Les deux problèmes majeurs restent ceux de la surpopulation et du trafic automobile. Afin de faciliter l'accès au centre de Séoul, la construction du prolongement de la ligne 7 du métro a commencé en 2005 (fin prévue des travaux : décembre 2010). Cette ligne sera reliée à la ligne 1 déjà existante. Celle-ci possède déjà trois stations dans la ville de Bucheon : Bucheon, Chungdong, Songnae.

## Personnalités liées à Bucheon
- Yong Hye-in (1990-), femme politique, y est née.